# Nomawethu Mabenge
Pas d'image ? Cliquez ici

a Compétitions nationales et continentales officielles uniquement.

b Matchs officiels uniquement.
Nomawethu Mabenge, née le 27 août 1996, est une joueuse internationale sud-africaine de rugby à XV évoluant au poste d'ailier.

## Biographie
Nomawethu Mabenge naît le 27 août 1996.
En 2022 elle joue pour les Eastern Province Elephants. Elle a neuf sélections en équipe d'Afrique du Sud quand elle est retenue en septembre 2022 pour disputer la Coupe du monde en Nouvelle-Zélande.